# Acutogordius feae
Acutogordius feae är en djurart som tillhör fylumet tagelmaskar, och som först beskrevs av Lorenzo Camerano 1888. Acutogordius feae ingår i släktet Acutogordius, och familjen Gordiidae. Inga underarter finns listade i Catalogue of Life.